# America's Cup 1885
La 6ª edizione dell'America's Cup, quinta difesa della Coppa da parte degli statunitensi del New York Yacht Club (NYYC), li vide contrapposti allo yacht club più prestigioso del Regno Unito, il Royal Yacht Squadron di Cowes, Isola di Wight, che li sfidò con il cutter Genesta. Il Defender, rappresentato dal Puritan, riuscì tuttavia ad avere la meglio col punteggio di 2-0.

## Una sfida doppia
Dopo più di un decennio di inattività, durante il quale due sfide provenienti dal Canada si risolsero in rovinosi ed umilianti fallimenti, il 20 dicembre 1884 gli armatori britannici decisero di farsi nuovamente avanti per tentare di riportare la Coppa delle cento ghinee nel luogo d'origine. In particolare, essi decisero di puntare su dei cutter, un armo concepito proprio in Inghilterra e sul quale si sentivano competitivi, a differenza degli schooner e degli sloop, impiegati nelle precedenti edizioni, sui quali gli americani avevano manifestato indiscussa superiorità.
Ma vi era un ulteriore elemento di novità nella sfida britannica: si trattava infatti di una sfida doppia, nel senso che vennero scelte due imbarcazioni, la Genesta e la Galatea, da mandare dall'altro lato dell'Atlantico per sfidare in successione il Defender. Nelle intenzioni dello sfidante, infatti, l'imbarcazione presentata dagli americani avrebbe dovuto affrontare alla fine dell'agosto 1885 la Genesta e, nel caso in cui fosse emersa vittoriosa, la Galatea verso la metà di settembre.
Alla fine, però, anche per una serie di difficoltà organizzative, si decise di spostare la sfida della Genesta a settembre, differendo di un anno esatto quella della Galatea. Si veniva così a riproporre la medesima situazione del 1870-1871, quando James Ashbury portò avanti due sfide consecutive a distanza di un anno l'una dall'altra.

## Le barche
La Genesta, di proprietà di Sir Richard Sutton, fu costruita e varata nel 1884, secondo il progetto di John Beavor-Webb. Si trattava di un tipico cutter inglese, lungo (24,9 m al galleggiamento), stretto e profondo, con l'unico albero relativamente corto (15,8 m) ma di contro un prominente bompresso. La vera innovazione portata dai britannici era però nello scafo, che per la prima volta nell'America's Cup veniva costruito secondo un modello composito, ovvero con un'intelaiatura in acciaio chiusa da assi di legno di quercia.
La barca si rivelò abbastanza competitiva nelle numerose regate cui partecipò in patria, riportando 7 vittorie e 10 secondi posti su 34 gare, e si presentò a New York il 16 luglio 1885 dopo aver attraversato l'Atlantico in 24 giorni. Nei successivi due mesi i britannici si allenarono intensamente nella baia di New York, destando una certa impressione nel pubblico americano. A ciò si deve aggiungere un certo alone di mistero attorno alla barca creato ad arte da Beavor-Webb, che a partire dal 2 settembre operò delle modifiche allo scafo operando nel massimo riserbo e impedendo a chiunque di avvicinarsi allo yacht.
Dal canto suo, il NYYC riconobbe sin dall'inizio che la coppa era stavolta in serio pericolo, considerando la competitività della sfida britannica ma soprattutto la mancanza di barche all'altezza del compito: se infatti gli americani erano imbattibili sugli schooner, erano invece completamente impreparati sui cutter, armo di cui solo fino a qualche anno prima veniva pressoché ignorata persino l'esistenza. Animati da questa preoccupazione, il 13 maggio i newyorchesi fecero appello a tutti gli yacht club degli Stati Uniti affinché presentassero delle imbarcazioni competitive tra le quali selezionare quella cui affidare la difesa della coppa.
La risposta più valida venne da Boston, ove già in marzo un gruppo di imprenditori, in maggioranza appartenenti all'Eastern Yacht Club, avviò la costruzione di una barca da offrire per la competizione: il 26 maggio si ebbe dunque il varo del Puritan, che subito si rivelò senza dubbio la barca più veloce mai costruita in America fino ad allora, risultato straordinario della combinazione di idee e concezioni progettuali provenienti da entrambe le sponde dell'Oceano, che avrebbe segnato una vera e propria rivoluzione per l'architettura navale statunitense. Costruita quasi interamente in legno, aveva una lunghezza al galleggiamento di 27,4 m e, in confronto alla Genesta, presentava uno scafo meno profondo, con un albero più alto ma un bompresso ugualmente massiccio.
Contemporaneamente il NYYC corse personalmente ai ripari, portando a termine la costruzione di uno sloop a scafo composito, di nome Priscilla, concepito come l'evoluzione del Mischief, che 5 anni prima aveva difeso senza difficoltà la coppa. L'imbarcazione si dimostrò particolarmente valida con vento leggero, ma era notevolmente inferiore al Puritan con brezza media, tanto che in una regata di allenamento a Newport questo le rifilò più di 11 minuti di distacco. Alle selezioni ufficiali, tenutesi alla fine di agosto, si presentarono comunque 4 yacht: oltre ai già citati Puritan e Priscilla, anche il cutter Bedouin e lo sloop Gracie, che già in occasione della precedente edizione si candidò alla difesa della coppa. La vera sfida rimase comunque tra le prime due imbarcazioni, col Puritan vincitore nella prima regata ed il Priscilla nella seconda; nella terza e decisiva gara, infine, il Puritan si conquistò il diritto di rappresentare il Defender sconfiggendo di misura (1'52") il Priscilla.

## Le regate
La serie di regate, anche stavolta al meglio delle 3 su doppio percorso, era destinata a cominciare il 7 settembre, ma dopo un primo rinvio per mancanza di vento, il giorno successivo, in fase di prepartenza, avvenne un clamoroso incidente: nel tentativo azzardato di passare davanti alla sua prua, il Puritan tagliò la strada alla Genesta finendo speronato. Il Genesta, incolpevole, ebbe il bompresso mozzato e riportò danni allo scafo, per cui a norma di regolamento avrebbe avuto la regata vinta a tavolino, ma Sir Richard Sutton, con un gesto di cavalleria tipicamente britannico, rifiutò non solo questo vantaggio ma anche l'offerta da parte del NYYC di provvedere a proprie spese al riparo dei danni.
La competizione venne quindi sospesa per alcuni giorni ed altri se ne persero ancora a causa della mancanza di vento, per cui la prima regata si tenne solamente il 14 settembre, quando, in condizioni di vento assai instabile, il Puritan emerse nettamente vittorioso sulla Genesta dopo aver condotto tutta la regata, anche se l'imbarcazione sfidante per due terzi della gara si tenne in scia, minacciando più volte il sorpasso.
Nella seconda regata, su percorso a bastone in mare aperto, fu caratterizzata da un vento eccezionalmente forte (con punte anche superiori ai 30 nodi). La Genesta partì in testa e rimase brillantemente al comando lungo tutto il primo lato, tenendo il Puritan a distanza di sicurezza; dopo il passaggio della boa, tuttavia, l'imbarcazione del Defender cominciò a recuperare lentamente terreno, fino a trasformare le ultime miglia, col mare a tratti in burrasca, in un avvincente testa a testa. Il Puritan riuscì però a frapporsi tra l'avversario ed il traguardo e difese fino al termine l'esiguo vantaggio acquisito, precedendo la Genesta di circa 2'.
Malgrado la ruvidezza del confronto, la notevole prestazione della Genesta e la cavalleria del suo armatore fecero guadagnare ai britannici un livello di rispetto e cortesia non visti da tempo presso il pubblico americano, il che contribuì a stemperare il clima delle sfide che si produssero negli anni immediatamente a seguire. Lo stesso Sir Richard Sutton, prima di ripartire per il Regno Unito, venne nominato membro onorario del NYYC.
| Vincitore                    | Sconfitto            | Distacco           | Distacco           |
| ---------------------------- | -------------------- | ------------------ | ------------------ |
| Regata 1 - 14 settembre 1885 | Triangolo, 38 miglia | Effettivo          | Corretto           |
| Puritan                      | Genesta              | 16:47              | 16:19              |
| Regata 2 - 16 settembre 1885 | Bastone, 40 miglia   | Bastone, 40 miglia | Bastone, 40 miglia |
| Puritan                      | Genesta              | 02:09              | 01:38              |

| Sindacato            | Regata 1 | Regata 2 | Totale |
| -------------------- | -------- | -------- | ------ |
| New York Yacht Club  | 1        | 1        | 2      |
| Royal Yacht Squadron | 0        | 0        | 0      |